# Mannaʿ Khalil al-Qaṭān
Mannaʿ Chalil al-Qaṭān (arabisch: مناع بن خليل القطان, geb. 1925 in Schanschūr Gouvernement al-Minufiyya  – gest. 19. Juli 1999 in Mekka) war ein ägyptischer sunnitisch-islamischer Theologe und Rechtsgelehrter. Er war Direktor des Hohen Instituts für Justiz in Saudi-Arabien. Zudem war er ein prominentes Mitglied der Muslimbruderschaft.

## Leben
Er wurde im Oktober 1925 im Dorf Schanschur in der Provinz Menufiyya, Ägypten, geboren. Bereits in jungen Jahren erwarb er umfassende Kenntnisse des Korans durch dessen vollständiges Auswendiglernen. Seine schulische Laufbahn führte ihn zunächst zum Abschluss der Azhar-Zertifizierung am Institut von Schbīn al-Kom, bevor er 1951 sein Studium an der Fakultät für Uṣūl ad-Dīn (Grundlagen der Religion) erfolgreich abschloss und das angesehene Al-ʿAlamiyyah-Zertifikat sowie die Lehrbefähigung erlangte. Im Jahr 1953 emigrierte er nach Saudi-Arabien, wo er maßgeblich zur Reform und Entwicklung des Bildungssystems beitrug.
In Saudi-Arabien diente al-Qaṭān als Berater des Innenministeriums und übernahm die Aufsicht über die Lehre der islamischen Gesetzgebung an der Hochschule für die Direktion der inneren Sicherheitskräfte. Darüber hinaus wurde er in den Verwaltungsrat der Schulen von Riad berufen, was sein Ansehen im saudischen Bildungswesen unterstreicht.
Im Jahr 1993 gründete al-Qaṭān aus eigenen Mitteln ein islamisches Wohltätigkeitszentrum in seinem Heimatdorf Schanschur, Provinz Menufiya. Diese Institution wurde unter der Schirmherrschaft des damaligen ägyptischen Ministers für religiöse Stiftungen, Maḥmoūd Ḥamdi Zaqzūq, im Beisein zahlreicher Gelehrter der al-Azhar feierlich eröffnet.
In den letzten Jahren seines Lebens litt al-Qaṭān unter zunehmenden gesundheitlichen Beschwerden und verstarb schließlich im Alter von 75 Jahren.

### Al-Qaṭān und die Muslimbrüder
Bereits während seiner Sekundarschulzeit schloss sich al-Qaṭān der Muslimbruderschaft an. Während seines Studiums wurde er zum Präsidenten der Studentenvereinigung der Fakultät für Uṣūl ad-Dīn an der al-Azhar-Universität gewählt. Seine intellektuellen Beiträge fanden in einer Reihe von Artikeln Ausdruck, die in der damaligen Parteizeitung der Muslimbruderschaft, „al-Schihāb“, veröffentlicht wurden.
Al-Qaṭān nahm an den militärischen Ausbildungslagern der Muslimbruderschaft teil und beteiligte sich 1948 aktiv am Palästinakrieg, wo er gemeinsam mit weiteren Kämpfern in Gefangenschaft geriet. Im Verlauf seines Lebens nahm er an zahlreichen islamischen Konferenzen teil und hinterließ ein reiches intellektuelles Erbe in Form zahlreicher Schriften, die sich mit theologischen und ideologischen Themen auseinandersetzen. Er hatte enge Verbindungen zu Scheich Moḥammad al-Ghazālī, Scheich Sayyid Sābiq und Scheich Aḥmad Ḥasan al-Baqūrī.

### Werke
- Mabāḥiṯ fī ʿUlūm al-Qurān (Studien zur Koranwissenschaft)
- Tafsīr Ayāt al-Ahkām (Die Auslegung der Rechtsverse im Koran)
- at-Taschrīʿ wa l-Fiqh fī al-Islām tarīǧan wa manhaǧan (Gesetzgebung und Jurisprudenz im Islam: Geschichte und Methode)
- al-Ḥadīth wa ṯ-Ṯaqāfa al-Islāmyya (Hadith und islamische Kultur)
- Niẕām al-Usrā fi-l-Islām (Das Familiensystem im Islam)
- ad-Daʿwā ilā al-Islām (Der Aufruf zum Islam)
- Mauqīf al-Islām min al-Ischtirākyya (Die Haltung des Islam gegenüber dem Sozialismus)
- al-Islām risālat al-Iṣlāḥ (Der Islam als Botschaft der Reform)
- asch-Schariʿa al-Islāmyya (Das islamische Recht)
- Rafiʿ al-Ḥaraǧ fi-l Schariʿa al-Islāmyya (Die Erleichterung in der islamischen Scharia)[5]
- Wuǧūb taḥkīm asch-Scharīʿa al-Islāmyya (Die Notwendigkeit der Anwendung der islamischen Scharia)
- al-Ḥādschā ilā ar-Rūsul fi hidāyt al-baschariyya (Das Bedürfnis nach Gesandten zur Führung der Menschheit)